# Чаренцаван
Чаренцава́н (арм. Չարենցավան) — город в Котайкской области Армении.

## Географическое положение
Расположен возле реки Раздан в 25 км к северу от Еревана.

## История
Был основан 23 апреля 1948 года как рабочий посёлок Лусаван при строительстве Гюмушской ГЭС. 
В 1961 году получил статус города, в 1967 году был переименован в честь армянского поэта Егише Чаренца.
В 1974 году население города составляло 21 тыс. человек, здесь действовали станкостроительный завод, инструментально-производственное объединение, завод «Центролит», производственное объединение «Лизин», завод железобетонных конструкций, завод минеральных вод «Бжни», швейная фабрика и станкоинструментальный техникум.
В середине 1980х годов основой экономики являлись станкостроительная, инструментальная, микробиологическая и швейная промышленность.
В январе 1989 года население составляло 33 900 человек, основой экономики были производство автопогрузчиков, инструментов, кузнечно-прессового, станочного оборудования, а также розлив минеральных вод.
После начала приватизации в 1990е годы часть промышленных предприятий Армении была утрачена. В результате, в 2012 году Чаренцаван являлся городом с наибольшими промышленными мощностями на душу населения. Здесь восстановило работу швейное предприятие "Холани" (которое выполняет заказы итальянской компании "La Perla"), сохранен и развивается завод "Центролит", предпринимаются попытки восстановить деятельность инструментального завода и других предприятий. На базе старого завода "Автолит" организовано литейно-металлическое производство компании ОАО "ASCE Group" (которое изготавливает из металлолома стальную арматуру).

## Транспорт
Железнодорожная станция на линии Ереван - Севан.
Вблизи города проходит автодорога М4, связывающая Ереван с находящимися севернее районами страны Котайк и Гегаркуник.

## Спорт
В городе был футбольный клуб «Муш», который в начале 1990-х годов выступал во второй лиге СССР (республиканские зоны) и первой лиге Армении. Имелся также клуб «Зенит» Чаренцаван, в 2004—2005 годах играл в первой лиге, находясь в структуре клуба «Динамо-2000» Ереван (позднее — «Улисс» Ереван).
В 2019 году основан футбольный клуб «Ван», с 2020 года играющий в премьер-лиге.

## Галерея
|  |  |  |  |